# Hereditäre Fruktoseintoleranz
Hereditäre Fructoseintoleranz (HFI) ist eine seltene Krankheit, die durch eine erbliche Störung des Fruktosestoffwechsels bedingt ist, bei der das aus Fruktose (Fruchtzucker) gebildete Fructose-1-phosphat nicht oder nicht in ausreichenden Mengen abgebaut werden kann. Als Folge ist der Fruchtzuckergehalt in den Zellen mit einer toxischen Wirkung erhöht, der wiederum die Verstoffwechselung der Glukose stört und eine Unterzuckerung verursacht. Sie darf nicht mit der sehr viel häufiger vorkommenden intestinalen Fruktoseintoleranz aufgrund von Fruktosemalabsorption verwechselt werden. Die Häufigkeit der jährlichen Erkrankungen pro 100.000 Personen (Inzidenz) der hereditären Fructoseintoleranz beträgt 1:10.000 bis 1:130.000, während von der Fruktosemalabsorption etwa 30–40 % der Mitteleuropäer betroffen sind, davon rund die Hälfte mit Symptomen.

## Wirkungsweise

Eintritt von Fructose in die Glykolyse.
Fructose (1), Fru-1-P (2), DHAP (3), Glycerinaldehyd (4), GAP (5)
Fructokinase (FK), Aldolase B (ALD-B), Triosephosphatisomerase (TPI), Triosekinase (TK)

Die hereditäre Fructoseintoleranz ist ein seltener Enzymdefekt, der den Fructoseabbau in der Leber betrifft. Die Aldolase B, die normalerweise das Fructose-1-phosphat in Dihydroxyacetonphosphat und Glycerinaldehyd spaltet, fehlt. Stattdessen ist nur die Aldolase A vorhanden, ein Enzym der Glykolyse, dessen Substrat Fructose-1,6-bisphosphat ist und das Fructose-1-phosphat nur mit einem Fünfzigstel der Enzymgeschwindigkeit spaltet.
Das erste Enzym des Fructoseabbaus, die Ketohexokinase, ist nicht betroffen, so dass die Fructose in die Leberzelle gelangt, phosphoryliert wird und die Zelle nicht mehr verlassen kann. Aufgrund des Enzymdefekts kann das Fructose-1-phosphat aber nicht gespalten werden, sondern häuft sich an und hemmt Enzyme der Glykolyse (Aldolase A), der Gluconeogenese (Fructose-1,6-bisphosphatase) und des Glykogenstoffwechsels (Glycogenphosphorylase). Hypoglycämien können dadurch die Folge sein, da im Hungerzustand das Glykogen dann nicht mehr oder nur noch vermindert abgebaut wird und auch keine Glucose aus Aminosäuren oder Glycerin gebildet werden kann.

## Genetik
Die HFI wird verursacht durch Mutationen im Aldolase-B-Gen, welches auf dem langen Arm des Chromosoms 9 liegt. Die Mutationen A149P, A174D und N334K sind die in Europa am häufigsten vorkommenden Defekte und für ca. 85 % aller Patienten mit HFI verantwortlich. Die HFI wird autosomal-rezessiv vererbt.

## Diagnose
Klinische Auffälligkeiten zeigen sich erst mit der Einführung von Fruktose in der Nahrung, ausschließlich gestillte Säuglinge sind daher komplett symptomfrei. Typische klinische Merkmale der Erkrankung sind Erbrechen, Hypoglykämie, Gerinnungsstörungen und Schockzustände.
Der Nachweis erfolgt durch Feststellung des Enzymdefekts in Biopsiematerial aus Leber, Nieren oder Dünndarm oder durch einen Gentest. Dieser sollte unbedingt vor einem Fructose-Belastungstest (d. h. dem Test für intestinale Fructoseintoleranz) durchgeführt werden, da letzterer im Falle der sehr seltenen hereditären Fruktoseintoleranz (HFI) lebensgefährlich sein kann: Der bei HFI vorliegende Enzymmangel in der Leber würde dazu führen, dass aufgenommene Fructose nicht abgebaut wird und im Blut die Glucose, den Blutzucker, verdrängen würde, woraufhin der Proband ins Koma fallen könnte.

## Therapie
Diese Krankheit kann aktuell nicht medikamentös behandelt werden. Die vollständige Eliminierung von Fruktose aus der Nahrung ist daher bisher das einzige Therapieprinzip. In einigen Fällen hat sich die HFI durch die strenge fructosearme Diät verbessert. Während des ersten Lebensjahres sollte auf Obst und Gemüse komplett verzichtet und Vitamine substituiert werden. Chronische Diätfehler können sich manchmal in einer Störung des Wachstums oder in der Ausbildung rachitischer Zeichen äußern.
Früher in der Intensivmedizin zur parenteralen Ernährung genutzte FGX-Infusionen (Fructose, Glucose und Xylit) werden aufgrund von Unverträglichkeiten bei Patienten mit Fructoseintoleranz oder Xylitintoleranz nicht mehr eingesetzt.

## Kontrolle und Prognose
Überwacht werden Patienten durch Bestimmung von Blutgerinnungsparametern (PTT, AT III). Diese reagieren bereits auf geringe Leberschädigung sehr empfindlich. Die Langzeitprognose ist gut, einzige akute Bedrohungen sind intravenöse Fruktosezufuhren (beispielsweise durch Infusionstherapie oder parenterale Ernährung).